# Mernoq
Mernoq är en ö i Grönland (Kungariket Danmark).   Den ligger i kommunen Qaasuitsup, i den västra delen av Grönland, 1 100 km norr om huvudstaden Nuuk. Arean är 23,8 kvadratkilometer.
Terrängen på Mernoq är lite kuperad. Öns högsta punkt är 385 meter över havet. Den sträcker sig 8,1 kilometer i nord-sydlig riktning, och 7,9 kilometer i öst-västlig riktning.  Trakten runt Mernoq består i huvudsak av gräsmarker.